# Negritos

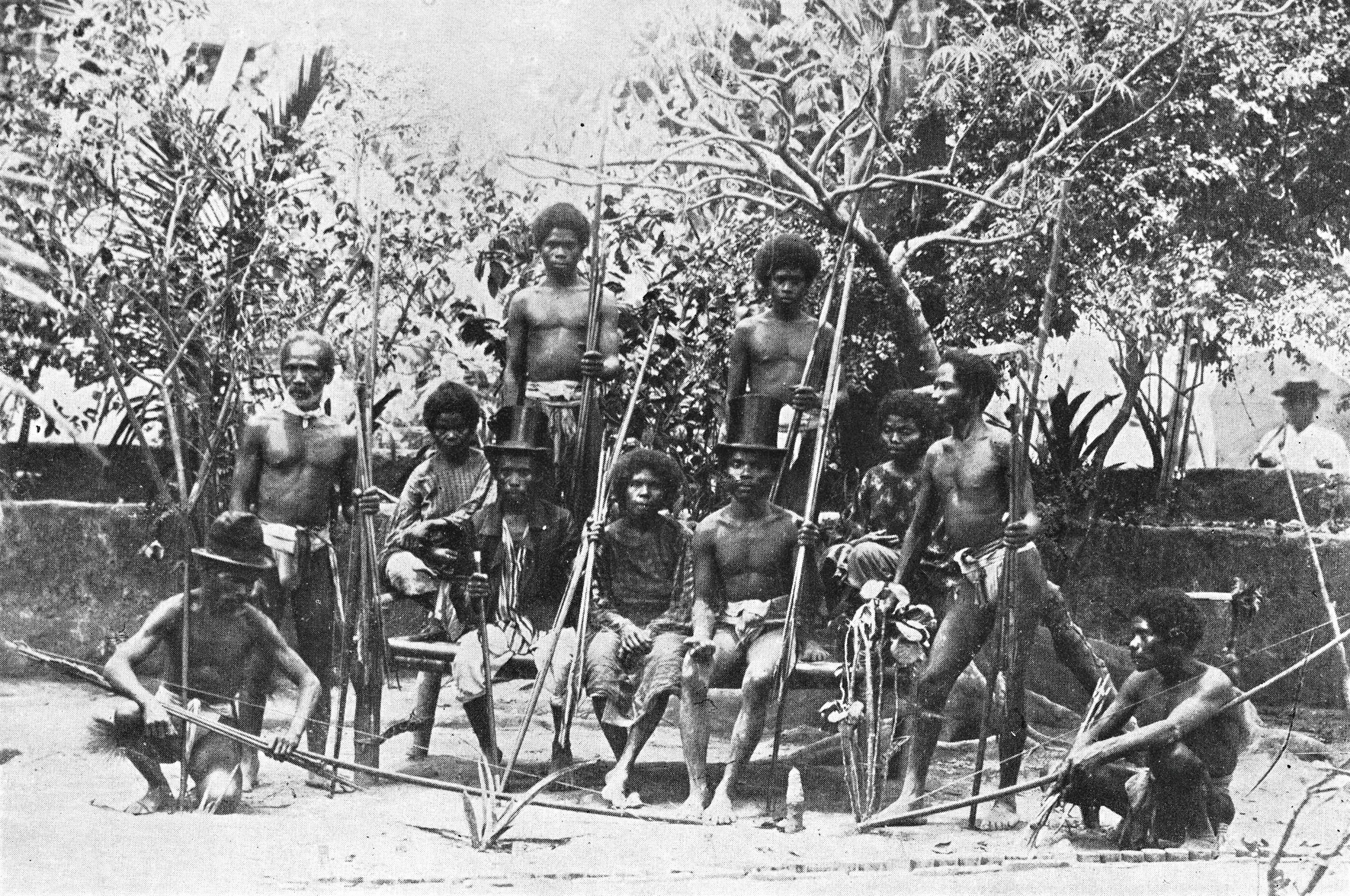
Grupo de negritos nas Filipinas

Os negritos são um grupo de povos do Sudeste Asiático e incluem os atis e pelo menos cinco outras tribos das Filipinas, os semang da Península da Malásia e 12 tribos das Ilhas Andaman. O termo para este povo em língua malaia é “orang asli”, que significa “povo original”. Pensa-se que eles sejam descendentes dos primeiros habitantes humanos dessa região, incluindo a Nova Guiné e a Austrália, mas também podem ter sido levados por árabes, malaios, sul-chineses e hindus como  escravos, que podem ter escapado e se refugiado nas florestas, tal como os quilombolas da Guiana Amazônica. Têm tamanho de pigmeu, e, atualmente, seu número é muito reduzido. Os negritos estão entre os povos mais mal conhecidos do mundo.
A denominação 'negrito', que significa negro pequeno em português, foi-lhes atribuída pelos primeiros exploradores europeus, que pensaram que eles fossem originários de África. Tal denominação tem sido usada nos últimos 300 anos em relação a esses povos com cabelo encarapinhado e pele escura, que se encontram em pequenos bolsões por toda a Ásia tropical e provavelmente mais além.
A teoria da ligação com a África colapsou no momento em que os primeiros observadores científicos se encontraram frente a frente com negritos andamaneses. Para além da pele escura e do cabelo encarapinhado, eles têm pouco em comum com qualquer povo africano, incluindo os pigmeus africanos - exceto do ponto de vista de que a espécie Homo sapiens teve origem em África de acordo com a Teoria Unirregional.
Os achados arqueológicos mostram que os negritos estavam instalados nas ilhas Andaman há mais de 2.200 anos, mas estudos genéticos indicam que os seus antepassados podem ter chegado à Ásia há 70.000 anos. Por outro lado, sabe-se que, em 1911, os negritos das Filipinas usavam o fogo, enquanto que os andamaneses não conheciam o seu uso, o que pode indicar que tenham chegado às ilhas Andaman muito tempo antes e que tenham vivido sempre isolados de outros contactos. Os semang, que são considerados possíveis "parentes" dos negritos, vestiam-se, naquela altura, com cascas de árvores e viviam em cavernas ou abrigos cobertos de folhas.
Os negritos são muito diferentes dos povos Formoso-Indo-Malaios das Filipinas, que, aparentemente, teriam chegado àquelas ilhas em barcos chamados “balangay” (ver barangay). Atualmente, os filipinos da província de Antique vestem-se como os negritos e os espanhóis vestiam antigamente, durante o festival Binirayan, que celebra a chegada dos datus de Bornéu que, em 1212, pediram "asilo político" na ilha de Panay, para escaparem do império hindu-malaio de Sri-Vishaya.

## Exônimo

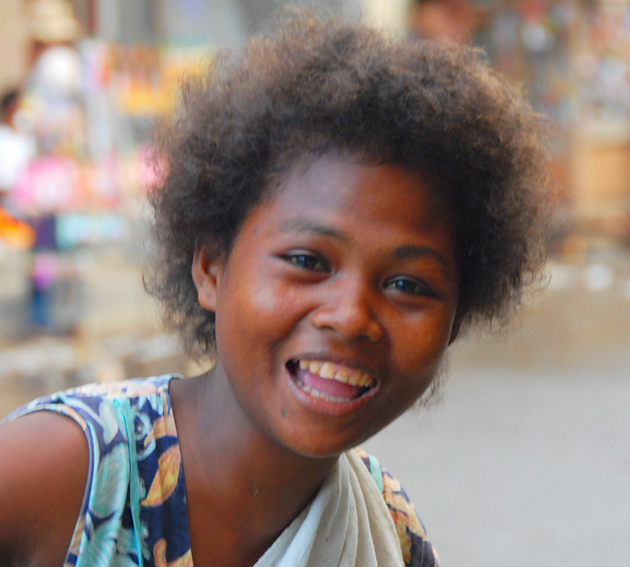
Mulher da tribo Ati, da Ilha Panay (Filipinas)

Para os próprios negritos, este nome não tem nenhum significado, uma vez que eles usam para si os nomes tribais e nem sequer sabem que foram "classificados" como "negritos". Evidentemente que o termo tem uma longa história de uso mas é considerado por algumas pessoas como incorreto, uma vez que não há uma ligação direta entre esses povos e os negros africanos. Foi proposto como alternativa o termo "asiáticos negros", mas este termo deveria incluir também os melanésios, os vedóides e outros povos da Ásia, dando mais importância à cor da pele do que às diferenças genéticas entres estes grupos (diferenças essas que podem ser naturalmente forjáveis por mestiçagens recentes no ADN nuclear).
Outros antropólogos pensam que, até que os negritos decidam por si próprios como devem ser chamados, o termo atualmente em uso não deve ser mudado, uma vez que é aceitável, desde que não seja usado de modo pejorativo.